# Amos de-Shalit
Amos de-Shalit (hébreu : עמוס דה-שליט ; 29 septembre 1926 - 2 septembre 1969 ) est un physicien nucléaire israélien et lauréat du Prix Israël.

## Biographie
Amos de-Shalit est né à Jérusalem sous le mandat britannique de Palestine (aujourd'hui Israël). Il grandit à Tel-Aviv et est diplômé du Gymnasia Balfour. En 1949, de-Shalit obtient sa maîtrise en physique à l'Université hébraïque de Jérusalem sous la direction de Giulio Racah. Pendant la guerre de Guerre israélo-arabe de 1948, il sert dans le corps scientifique de Tsahal. De-Shalit et ses camarades écrivent une lettre au Premier ministre israélien David Ben Gourion pour souligner l'importance vitale de la Physique nucléaire pour l'avenir d'Israël. En 1951, il obtient son doctorat à l'École polytechnique fédérale de Zurich en Suisse.
De-Shalit est décédé avant son 43e anniversaire d'une pancréatite aiguë. Il est marié à Nechama. Leurs fils, Ehud et Avner sont respectivement professeurs de mathématiques et de Science politique à l'université hébraïque de Jérusalem. La sœur de De-Shalit, Tamar, est mariée à Arthur Goldreich (en).

## Carrière académique et scientifique
De 1952 à 1954, il est chercheur à l'Université de Princeton et au Massachusetts Institute of Technology et passe quelque temps à l'Institut de recherche atomique de Saclay en France.
En 1954, de-Shalit est invité à créer le Département de physique nucléaire à l'Institut Weizmann des sciences, qu'il dirige pendant dix ans. Tout en travaillant à l'Institut Weizmann, il est également consultant auprès du ministère israélien de la Défense.
En 1957/58, de-Shalit passe une année sabbatique au CERN en tant que boursier de la Fondation Ford.
De 1961 à 1963, de-Shalit est directeur scientifique de l'Institut Weizmann et de 1966 à 1969, il est directeur général / directeur général de l'institut.
En 1962, de-Shalit est élu membre de l'Académie israélienne des sciences et lettres. En 1965, il reçoit le Prix Israël en sciences exactes, avec son collègue le professeur Igal Talmi (en) pour leurs travaux sur le "modèle de coque" en physique nucléaire.
Le lycée De Shalit et deux lycées juniors de Rehovot sont renommés en son honneur. En 1974, en collaboration avec l'Institut Weizmann, la "Fondation Amos de-Shalit" est fondée pour favoriser une prise de conscience accrue du rôle important de la science parmi la jeunesse israélienne, et le "programme d'école d'été Amos de-Shalit" est lancé en son nom.

## Ouvrages publiés
- Nuclear Shell Theory, co-auteur Igal Talmi (1963) Academic Press, (réimprimé par Dover Publications)
- Physique nucléaire théorique : Structure nucléaire v. 1, Amos de-Shalit (Auteur), Herman Feshbach (Auteur) John Wiley and Sons

## Honneur
L'astéroïde (161315) de Shalit porte son nom.